# Khānpur (ort i Indien, Uttar Pradesh)
Khānpur är en ort i Indien.   Den ligger i distriktet Bulandshahr och delstaten Uttar Pradesh, i den norra delen av landet, 80 km öster om huvudstaden New Delhi. Khānpur ligger 211 meter över havet och antalet invånare är 14 688.
Terrängen runt Khānpur är mycket platt. Runt Khānpur är det tätbefolkat, med 881 invånare per kvadratkilometer. Närmaste större samhälle är Jahāngīrābād, 14,8 km söder om Khānpur. Trakten runt Khānpur består till största delen av jordbruksmark.